# Megachile chrysognatha
Megachile chrysognatha är en biart som beskrevs av Cockerell 1943. Megachile chrysognatha ingår i släktet tapetserarbin, och familjen buksamlarbin. Inga underarter finns listade i Catalogue of Life.